# North American A-36 Apache
Il North American A-36 Apache, conosciuto anche con il nome non ufficiale di Invader, era un aereo da attacco al suolo e bombardiere in picchiata monomotore ad ala bassa prodotto dall'azienda statunitense North American Aviation negli anni quaranta.
Sviluppato dal caccia P-51 Mustang, venne impiegato nei teatri bellici in Europa e Asia dall'United States Army Air Forces e dalla britannica Royal Air Force durante la seconda guerra mondiale.

## Storia del progetto
L'A-36 Apache era uno sviluppo per l'attacco al suolo del caccia intercettore P-51, prodotto dalla stessa North American. Lo sviluppo ebbe inizio nel 1940 e il velivolo ebbe il battesimo dell'aria nell'ottobre 1942. L'A-36A fu l'unica versione prodotta del velivolo. La produzione terminò nel 1943 dopo che furono costruiti dagli stabilimenti North American almeno 500 aerei. Il soprannome non ufficiale dell'Apache era "Invader" (in italiano "Invasore").

## Tecnica

### Cellula
La fusoliera e l'abitacolo dell'Invader non differiscono molto dal P-51A, con un abitacolo chiuso nella parte superiore dalla fusoliera. I carrelli anteriori erano inseriti nelle ali, mentre il ruotino di coda era inseribile nella coda. Le ali erano basse, contenevano quattro delle sei mitragliatrici in dotazione (mentre le altre due erano in fusoliera) e disponevano di aerofreni capaci di rallentare a 650 km/h la picchiata, che si sconsigliava di spingere oltre i 70 gradi.

### Armamento
L'armamento consisteva in 6 mitragliatrici pesanti Browning M2 e di 454 kg (1 000 lb) di carico per i due piloni subalari.

## Impiego operativo

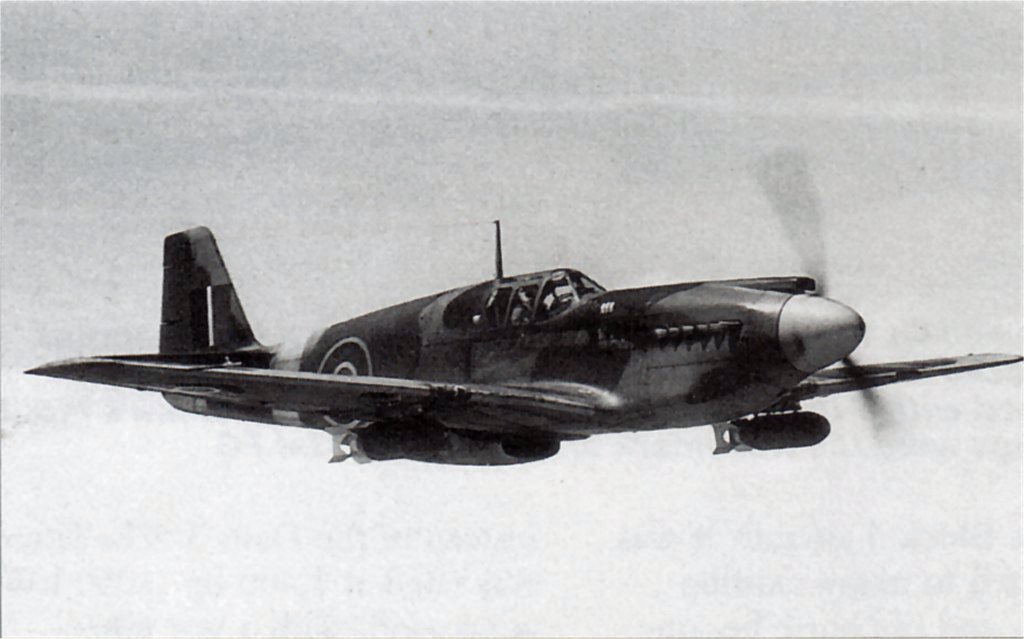
Un A-36A in servizio con la Royal Air Force.

L'A-36a equipaggiò inizialmente il 27º e 86º gruppo di bombardamento in picchiata, partecipando nel giugno 1943 ad azioni di combattimento presso Pantelleria e sul Mediterraneo. Oltre al bombardamento in picchiata, gli aerei furono anche utilizzati per la scorta ai bombardieri.
L'Apache servì anche nel 311º gruppo cacciabombardieri di stanza in India e 522º gruppo cacciabombardieri operante in Tunisia, Sicilia e nel resto d'Italia. Dal 1944 fu sostituito dal Republic P-47 Thunderbolt e dal P-51 Mustang dotati di piloni per bombe e razzi, che avevano anche ottime prestazioni ad alta quota. Nonostante il suo utilizzo limitato, gli sono accreditate 84 vittorie aeree.

## Utilizzatori
Regno Unito
- Royal Air Force

 Stati Uniti
- United States Army Air Forces

## Esemplari attualmente esistenti

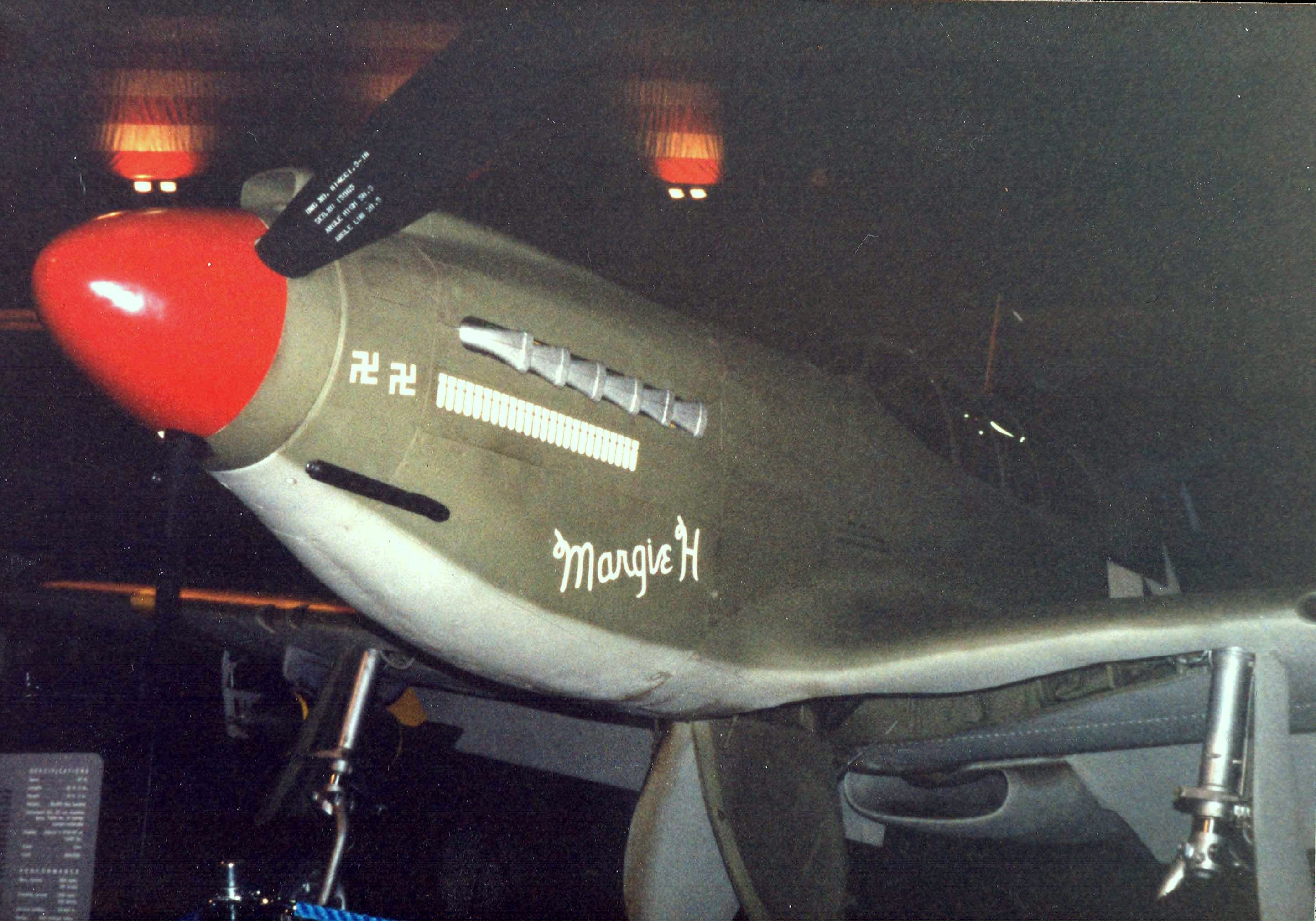
L'A-36A battezzato "Margie H" esposto nella Air Power Gallery del National Museum of the United States Air Force.

Al termine del conflitto i molti esemplari sopravvissuti vennero dismessi e demoliti; uno di questi venne acquistato per concorrere nelle competizioni aeronautiche.
Ai nostri giorni sono noti quattro esemplari ancora esistenti, un A-36A battezzato "Margie H" facente parte della collezione del National Museum of the United States Air Force, presso la Wright-Patterson AFB, nell'Ohio, più almeno altri tre in fase di restauro.

### Riviste
- Joe Mizrahi, Pursuit Plane 51, in Airpower, Vol. 25, no. 5, settembre 1995,  pp. 5-53.